# Ljutenica
La ljutenica è un condimento a base di verdure della cucina bulgara, macedone e serba.
In serbo viene chiamata љутеница (ljutenica), in bulgaro лютеница (ljutenitsa), in macedone лутеница (lutenica); la radice ljuto, lyuto o luto significa "piccante", anche se non sempre lo è. Il lemma traslitterato si può trovare anche nelle forme lutenitsa, lyutenitsa o lutenica.
Gli ingredienti di cui è composta sono peperoni, carote, melanzane, cipolla, aglio, pepe nero, olio vegetale, zucchero, sale e pomodori. Ne esistono diverse varianti in base alla consistenza (frullata o a pezzi) e in base alle proporzioni degli ingredienti.
In Bulgaria la ljutenica viene conservata in barattoli e spesso usata spalmata nei toast o nel pane.